# Ерге Џан Гезмиш
Ерге Џан гезмиш (тур. Erge Can Gezmiş; Истанбул, 17. јануар 1998) турски је пливач чија специјалност су трке слободним стилом. 

## Спортска каријера
Гезмиш је дебитовао на међународној пливачкој сцени као јуниор 2015. године, а прва велика такмичења на којиме се појавио су биле Европске игре у Бакуу и Светско јуниорско првенство у Сингапуру.
Прво велико сениорско такмичење на коме је учествовао је било Светско првенство у малим базенима које је 2018. одржано у Хангџоуу, где је успео да исплива лични рекорд у трци на 200 метара слободним стилом )укупно 18. време квалификација). Пар месеци раније такмичио се и на Медитеранским играма у Тарагони.  
На светским првенствима у великим базенима је дебитовао у корејском Квангџуу 2019, где је наступио у квалификационим тркама на 200 слободно (33) и 400 слободно (27. место).